# Ramnulf de Périgord
Ramnulf (també Ramnul, Ranulf, Raúl i altres) Bompar (llatí: Rannulfus Bomparius; † 27 de juliol de 975) fou un comte d'Angulema i de Périgord. Era fill del segon matrimoni del comte Bernat de Perigeux (amb una dama de nom Garsenda).
Després que els seus dos germanastres més grans, Arnald I Voratio (Arnuldus Voratio) i Guillem II Talerand (Willelmus Talerandus) haguessin mort amb poc temps de diferència el 962, va recollir la successió de les possessions de la seva família. El fill bastard de Guillem I Tallaferro, Arnald Manser, estava revoltat, i va aconseguir el suport del duc d'Aquitània Guillem IV Braç de Ferro. El 975 fou derrotat i mort en combat per Arnald Manser, que tot seguit va ocupar Angulema on el seu germà Ricard Insipiens no va poder resistir, i Arnald es va proclamar comte sent reconegut tot i ser un bastard. A Périgord un germà de Ramnulf, Heli o Elies, que estava presoner, va poder escapar i proclamar-se comte, però va morir poc després i el va succeir la seva germana Emma, casada amb el comte Bosó I de la Marca.